# 嚴源
嚴源，江苏元和人，清朝政治人物。副榜出身。
乾隆二十三年（1758年），擔任清朝廣州府新安縣知縣。后由邢璵接任。